# لیبرتی، شهرستان سکویا، اکلاهما
لیبرتی (به انگلیسی: Liberty) یک منطقهٔ مسکونی در ایالات متحده آمریکا است که در اکلاهما واقع شده است. لیبرتی ۲۲۰ نفر جمعیت دارد و ۲۴۵٫۰۶ متر بالاتر از سطح دریا واقع شده است.